# Kirkenes
Kirkenes város Sør-Varanger község területén, Norvégia északkeleti részén, Finnmark megyében. A város egy félszigeten helyezkedik el a Bøkfjorden fjord partján, amely a Varangerfjord egyik kisebb leágazása. A település Haganes nevű városrészében található a Kirkenes templom.
A 2,14 km² területen elhelyezkedő város lakossága 2018-ban 3529 fő volt, amely alapján a népsűrűség 1649 fő/km². Ha a szomszédos Hesseng, Sandnes, Bjørnevatn lakosságát is hozzáadjuk a város lakosságához, akkor az közel 8000 főt tesz ki.

### Népesség
A lakosság többsége norvég eredetű, kisebb részben lappok (számik). Ezen kívül kis számban finnek is élnek a városban, és az utóbbi években 400-500 orosz is bevándorolt.
Kirkenesben sok utcatábla cirill betűs feliratok és utcanevek is vannak a norvég mellett.

## Történelme
A terület közös norvég–orosz fennhatóság alatt működött egészen 1826-ig, amikor is a jelenleg is érvényes határvonalat meghúzták a két ország között. A félsziget eredeti neve Piselvnes volt, ami nagyjából annyit tesz magyarul, hogy: Pis-folyó-fok, ám ezt később megváltoztatták Kirkenesre, aminek a jelentése az, hogy Templom-fok. A névváltozás azután következett, miután 1862-ben megépült a ma is látható templom. 1998-ig a település község volt, annak falu értelmében véve, majd ekkortól városi rangra emelkedett.
Kirkenes fejlődésének és növekedésének alapját a várostól kb 10 kilométerre felfedezett vasérclelőhely alapozta meg. A SydVaranger A/S bányászati vállalat ekkor került megalapításra, több ezren költöztek a városba az ország távoli részeiről is jöttek emberek. A 20. század elején hozzávetőleg 1500-an dolgoztak a bányákban. A Hurtigruten parti hajójárat 1908-ban kezdte a közlekedést, amikor is a város lett az útvonal végpontja.

### Második világháború
Norvégia náci megszállásakor itt működött a német Kriegsmarine egyik bázisa, illetve a Luftwaffe Jagdgeschwader 5 nevű vadászezrede, valamint ettől függetlenül itt volt a lappföldi háború idején a murmanszki frontvonal ellátóbázisa. Állítólag Máltát követően Európában itt volt a második legtöbb légiriadó és légitámadás a háború során. Mintegy 1000 légiriadóról és mintegy 320 légitámadásról szólnak a források. A várost 1944. október 25-én szabadította fel a Vörös Hadsereg, miután a városból kiűzték a visszavonulásra kényszerített Wehrmacht csapatait, akik a település infrastruktúráját lerombolták visszavonulás közben. A falu házai közül csak 13 épület élte túl a háború pusztításait. A lakosság nagy része a bányákba menekült, ott bújtak el. Egyes források szerint 3000 körül volt azok száma, akik így menekültek meg, a bányákban 11 csecsemő született.
A dán Bornholm szigete mellett ez a régió volt az egyetlen Európában, ahonnan a szovjet csapatok a második világháború után önként kivonultak, miután felszabadították a nácik alól. A városháza földszintjén a két ország barátságát ünneplő szobor egy norvég oroszlánt ábrázol, amely egy orosz medvével táncol.
A város közelében áll egy emlékmű, amely annak a 11 ellenállónak állít emléket, akik információt gyűjtöttek a német megszállókról. 1943 nyarán felfedték a németek tevékenységüket és a Kirkenes mellett létrehozott hadifogolytáborba hurcolták őket. Hadbíróság elé állították őket, amely halálra ítélte őket, majd 1943. augusztus 18-án kivégezték őket annak a helynek a közelében, ahol ma az emlékmű áll. Amikor 1946-ban a tömegsírt felnyitották, a maradványok vizsgálatakor kiderült, hogy az áldozatokat halálra verték. A boncolást és az azonosítást követően a földi maradványokat elszállították oda, ahonnan az illető személyek származtak és ott temették el őket.

#### A háború utáni időszak
A felszabadulás után a helyiek a lebombázott, romos házakban éltek. Az újjáépítést nehezítette, hogy az általános fahiány miatt az anyagokat importálni kellett. Kirkenes a Marshall-tervnek köszönhetően épült újjá. A hidegháború alatt a vasfüggöny legészakibb szárazföldi része itt volt Európában. A kirkenes-i bányák 1952-ben nyíltak meg újra, majd az 1990-es években a vaspiac visszaesett, és a Sydvaranger bányászat 1996-ban teljesen leállt. A város emiatt jelentős változáson ment keresztül.  A Kirkenes-i Nyilatkozatot 1993-ban írták alá, amivel létrehozták Finnország, Svédország, Norvégia és Északnyugat-Oroszország közötti együttműködést a Barents-tengeri euroarktiszi régióban. Az alapgondolat a határokon átnyúló „emberek közötti együttműködés” volt, különösen Oroszországgal a hidegháború befejezése után.

## Gazdasági élet, közlekedés
A város környékén az 1990-es évek közepéig vasércbányászat folyt, amelyet megszüntettek. Jelenleg a fő tevékenységet a halászat és a szolgáltatási szektorban történő foglalkoztatás jelenti  A városban több iskola, négycsillagos szállodák (Scandic, Thon Hotel) is vannak, valamint 2018-ban épült egy modern kórház, amely Kelet-Finnmark terület lakosai számára nyújt orvosi ellátást, de sürgősségi funkciót is betölt. A belvárosban, a Dr. Wessels gate nevű utca egy szakaszán sétálóutcát alakítottak ki. A város többféle üzlettel rendelkezik, ezek közül kiemelkedik az 5386 m²-es, több bolttal rendelkező AMFI bevásárlóközpont.
További turisztikai látványosság a jéghotel, amely a világon elsőként itt épült jégből és hóból.
Az orosz határ lezárását megelőzően, még a 2010-es években jellemző volt a kirkenesi boltokban az orosz vásárlók jelenléte.2005. és 2014. között az orosz vevők száma háromszorosára nőtt. Több üzleti vállalkozásának ez teremtette meg az alapját. Volt olyan ruhaüzlet, ahol a vevők 60%-át oroszok tették ki és emiatt orosz eladókat is alkalmaztak. A Covid és a háború előtt az oroszok főleg pelenkát, instant kávét, lekvárt és más fogyasztási cikkeket vásároltak, míg a norvégok a határ túloldalán lévő Nikelbe mentek olcsó benzint tankolni. A Covid, majd a határ lezárása következtében az orosz vevők távolmaradása a helyi gazdaságra súlyos forgalom visszaeséssel járt. A Spar Kjøp áruházban például orosz feliratok is vannak, de vevők már nincsenek.

#### Közlekedés
A városban ér véget a dél Svédországból induló E6 számú főútvonal. A település környékén jól kiépítettek az autóutak, azonban északi elhelyezkedése miatt még Skandinávia déli része is messze van várostól. (Oslo 1776 km, míg Helsinki 1334 km távolságra fekszik közúton).
A város, beleértve Norvégia északi részét vasúton nem érhető el. Tervek vannak a finnországi Rovaniemi felől egy vasútvonal (Arctic Railway) kiépítésére, amelynek északi végpontja Kirkenes lenne. Kirkenesből a 92 számú közúton elérhető Finnország, a finn határ kb 40 km távolságra van, azonban határátkelő nincs, csak táblák jelzik az országhatárt.
A városnak van tengeri kikötője, amely egyben a „Hurtigruten” néven ismert naponta induló és érkező járatok északi végpontja. A hajójáratokkal egészen Bergenig el lehet jutni. Tekintettel arra, hogy a kikötő a Varanger-fjordon belül fekszik, a golfáramlat nem érinti, ezért a téli időszakban jégtörőket használnak.
Kirkenes repülőtere (Høybuktmoen). a várostól néhány kilométerre keletre található. Néhány belföldi járatot üzemeltetnek az ország északi részén található repülőterekre (Vadsø,Vardø, Alta, Lakselv), illetve a finnországi Ivaloba, de Tromsøba és Osloba is vannak járatok, utóbbiakba általában naponta kétszer.

## A norvég-orosz határ
Kirkenestől délkeleti irányba, kb 15 kilométer távolságra található Norvégia egyetlen szárazföldi határátkelője Oroszország felé. Ezen határátkelő neve Storskog. Az orosz oldalon kb 40 km közúti távolságra van a legközelebbi, Nikel nevű város. Kirkenes déli határában kezdődik az E105 számú főút, amely az orosz területeken folytatódik. A hidegháború alatt ezen határszakasz volt az egyetlen Nyugat-európai NATO tagország és a Szovjetunió között. Az időzóna tekintetében az orosz oldalon + 2 óra a norvéghoz képest.
2010-ben Norvégia és Oroszország külügyminiszterei megállapodást írtak alá, amely megkönnyítette a közös határ közelében élő 9000 norvég és 45 000 orosz állampolgár egymás meglátogatását, vízummentes utazásra jogosító engedélyt jelentett. Az engedély birtokosai csak 30 km-t utazhatnak a szomszédos országon belül, a tartózkodás maximum 15 napra szólt, de az évi tartózkodások száma nem lett korlátozva.
Az ukrajnai háborút megelőzően mindkét oldalon jellemző volt a bevásárlóturizmus.
2015-ben több ezer migráns, főleg szíriai menekült kerékpárral kelt át Oroszország felől a határon, kihasználva a jogszabály azon hiányosságát, miszerint szükséges dokumentumok nélkül sem gyalogosan, sem járművel nem lehet a határt átlépni. 2016-ban egy 200 méter hosszú, 3,5 méter magas kerítést húztak fel a határon, az előző évi kb 5000 fős migránshullám okán, ezzel akadályozva az illegális határátlépéseket.
A hidegháború után a két ország között hosszú éveken át jó viszony állt fenn, de az ukrajnai események miatt ez megváltozott. A norvég kormány fontolóra vette a határ további megerősítését. Norvégia 2022 tavaszán megszigorította az orosz állampolgárok belépését, 2024. májusában pedig többé-kevésbé lezárta határait. A jövőben csak néhány kivételes helyzetben nyitják meg a sorompókat. A turisztikai céllal és más, nem létfontosságú utazási céllal utazó orosz állampolgárokat nem engedik át a határon. Bizonyos esetekben, például a Norvégiában élő közeli hozzátartozók meglátogatása, valamint a Norvégiába vagy más schengeni országokba dolgozni vagy tanulni készülő orosz állampolgárok számára mentességet biztosítanak.
2025. év elején a szinte teljesen lezárt orosz határon Kirkenes és Murmansk között már csak egy Mercedes kisbusz közlekedett napi szinten, az út ára 50 euró. Ez jelenti az utolsó lehetőséget a határon való átkelésre, például a rokonok meglátogatása céljából.